# Malacocera albolanata
Malacocera albolanata là loài thực vật có hoa thuộc họ Dền. Loài này được (Ising) Chinnock mô tả khoa học đầu tiên năm 1980.